# رايمند لبرن
رايمند لبرن معلق رياضي كيبكي ولد في 11 شتنبر 1932، وتوفي في 30 شتنبر 2017 بلافال.
كان رايمند لبرن معلقا رياضيا لكرة القدم الأمريكية وبالضبط بالدوري الوطني لكرة القدم الأمريكية ب«راديو كندا».
كان رايمند يعلق بعدة فعاليات رياضية أخرى، ومن أبرزها الألعاب الأولمبية التي جرت في طوكيو 1964، ومكسيكو 1968، وميونخ 1972، ومونتريال 1976.